# Ostryżyca amerykańska
Ostryżyca amerykańska (Crassostrea virginica) – gatunek osiadłego małża nitkoskrzelnego z rodziny ostrygowatych (Ostreidae), wraz z ostrygą jadalną i ostryżycą japońską zaliczany do najcenniejszych mięczaków jadalnych. W tłumaczeniu z języka angielskiego określana jest nazwami ostryga atlantycka lub ostryga wirginijska. Jej muszla osiąga przeciętnie 8–18 cm, maksymalnie do 25 cm.
Występuje w północno-zachodniej części Oceanu Atlantyckiego, wzdłuż wybrzeży Ameryki Północnej po Zatokę Meksykańską. Przed 1939 sprowadzono ją na Wyspy Brytyjskie. Spotykana jest też w Morzu Adriatyckim. Jest hodowana i poławiana na dużą skalę, przede wszystkim w Atlantyku. W 1999 roku złowiono 132 207 t tego gatunku. Największy udział w połowach miały Stany Zjednoczone i Meksyk. W wyniku przełowienia i zanieczyszczenia wód liczebność populacji tej ostryżycy spada.

## Przypisy

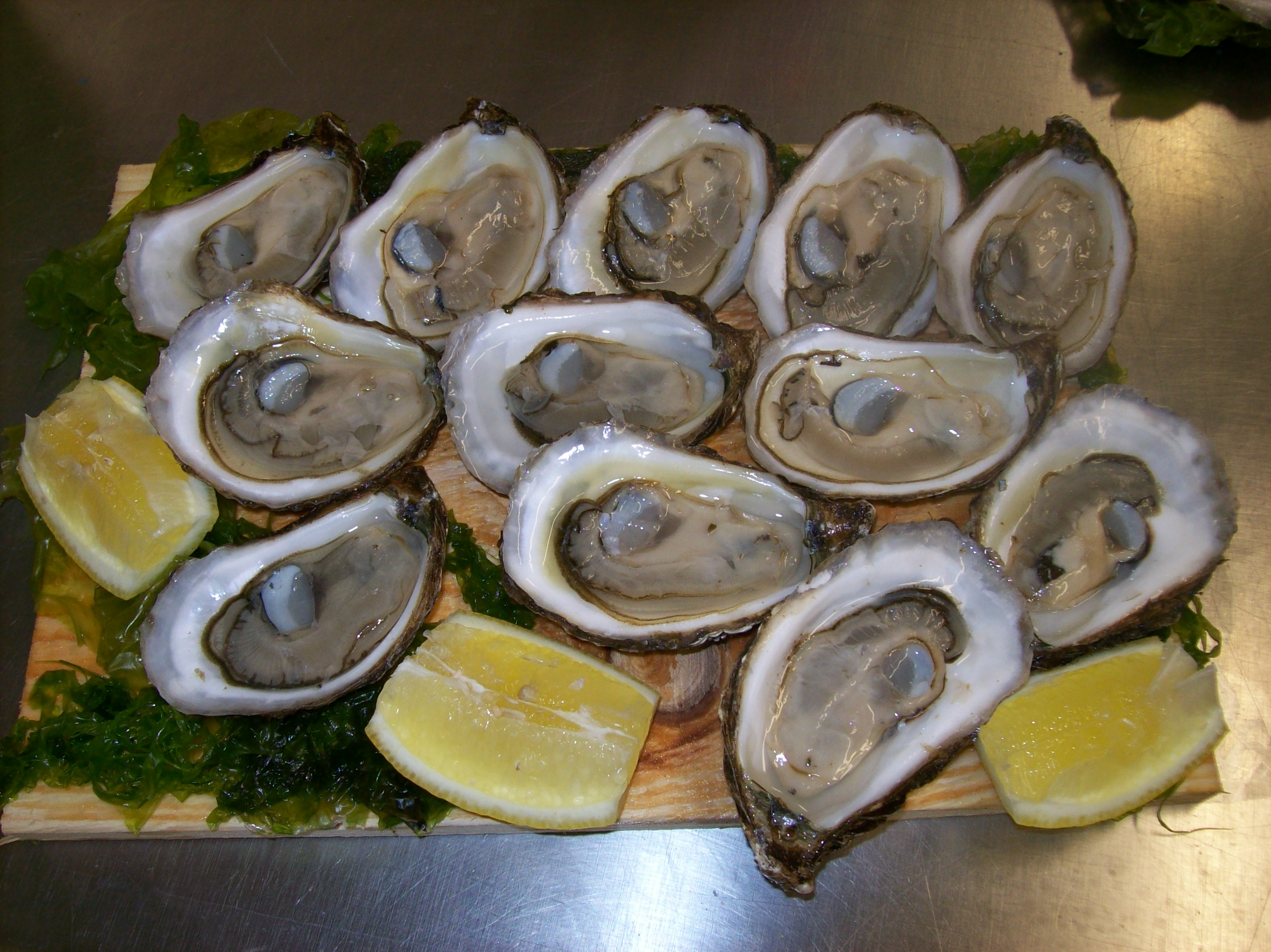
Ostrygi przygotowane do spożycia